# Never Say Never (Brandy-Album)
Never Say Never (engl. für Sag niemals nie) ist das zweite Studioalbum der US-amerikanischen Sängerin Brandy. Es erschien am 8. Juni 1998, avancierte in einigen Ländern zum Top-10-Erfolg sowie zu einem weltweiten Millionenseller.

## Produktion
Nach einer längeren Pause und vielen Soundtracks begann Brandy 1997 an ihrem bis dahin unbetitelten zweiten Album zu arbeiten. Ihr Vater Willie Norwood, Darkchild und Dallas Austin unterstützten sie. Der Grund für die zahlreichen Verschiebungen für die Veröffentlichung ihres zweiten Studioalbums waren die Unzufriedenheit und die Skepsis Brandys gegenüber dem Material, welches ihr angeboten wurde. Es war ihrer Meinung nach nicht in der Lage, das auszudrücken, was die Sängerin ausdrücken wollte.

“If I can't feel it, then I won't sing it [...] And many of the songs I heard were not 'me'. I'm not the little girl I was when I made my first record. My voice is a strong instrument now; my vocals come from both my heart and my diaphragm. My heart because I matured in the four years since the last album; I'm more emotionally there.”

„Wenn ich es nicht fühlen kann, dann werde ich es nicht singen [...] Und viele Songs die ich gehört habe waren [einfach] nicht 'ich'. Ich bin nicht das kleine Mädchen, das ich auf meinem ersten Album war. Meine Stimme ist nun ein starkes Instrument; Meine Stimme kommt von beidem, meinem Herz und meinem Zwerchfell. Mein Herz, weil ich in den vier Jahren seit dem letzten Album gereift bin; Emotional bin ich da“

Während Jerkins die Mehrheit des Albums produzierte, haben auch Guy Roche und David Foster co-produziert. Zusätzlich hatte sie mit Babyface, Fat Joe, Da Brat und Big Pun gearbeitet, doch keiner der Songs schaffte es auf das Album. Manche dieser Songs fanden jedoch auf der Remix-EP U Don't Know Me (Like U Used To) – The Remix EP Platz.
Zudem gibt Brandy an, durch die Produzenten Rodney Jerkins und David Foster musikalisch gewachsen zu sein.

“They brought out the best in me, the vocals I didn't know I had.”

„Sie haben das Beste aus mir herausgeholt, die stimmlichen Fähigkeiten, von denen ich nicht wusste sie [überhaupt] zu haben“

## Titelliste
1. Intro
2. Angel in Disguise (L. Daniels, F. Jenkins III, R. Jerkins, T. Truman)
3. The Boy Is Mine (feat. Monica) (B. Norwood, R. Jerkins, F. Jerkins III)
4. Learn the Hard Way (B. Norwood, L. Daniels, F. Jenkins III, R. Jerkins)
5. Almost Doesn’t Count (B. Norwood, S. Peiken, G. Roche)
6. Top of the World (feat. Ma$e) (B. Norwood, M. Betha, L.Daniels, Traci Hale, F. Jerkins III, R. Jerkins, Isaac Phillips, Nycolia Turman)
7. U Don’t Know Me (Like U Used To) (Bryant, Davied, R. Jerkins, Phillips)
8. Never Say Never (B. Norwood, LaShawn Daniels, F. Jenkins III, R. Jerkins, J. Tejeda, R. Williams)
9. Truthfully (Harvey, Mason Jr., Marc Nelson)
10. Have You Ever? (D. Warren)
11. Put That on Everything (B. Norwood, L. Daniels, F. Jenkins III, R. Jerkins, J. Tejeda)
12. In the Car Interlude (B. Norwood, F. Jerkins, R. Jerkins, W. Norwood)
13. Happy (B. Norwood, L. Daniels, F. Jenkins III, R. Jerkins, J. Tejeda)
14. One Voice (Gordon Chambers, Phil Galdston)
15. Tomorrow (B. Norwood, R. Jerkins, F. Jerkins III, J. Tejeda, L. Daniels)
16. (Everything I Do) I Do It for You (B. Adams, Michael Kamen, R. Lange)

Bonustitel
1. The Boy Is Mine (With Out Intro) (Japan Edition)
2. Have You Ever (Soul Skank Remix)
3. Top of the World (Boogie Soul Remix)

## Lieder

### Singles

#### The Boy Is Mine
The Boy Is Mine ist die von Brandy Norwood, LaShawn Daniels, Rodney Jerkins und Fred Jerkins III geschriebene und 1998 veröffentlichte erste Single-Auskopplung des Albums. Es ist ein Duett mit der Sängerin Monica und ein internationaler Erfolg. Produziert wurde der Song von Darkchild und Dallas Austin. The Boy Is Mine kam in diversen Ländern wie Deutschland, der Schweiz, Kanada und Australien in die Top 5. In den USA stand die Single 13 Wochen auf Platz 1, und in Kanada war der Song 15 Wochen Nummer 1. Das Lied war zudem 35 Wochen in den französischen Charts. Der Song wurde für drei Grammys nominiert und mit einem ausgezeichnet. Die Single erreichte über zwei Millionen verkauften Einheiten in den USA doppelten Platin-Status.

#### Top of the World
Top of the World ist die zweite Single und featured den Rapper Ma$e. Rodney Jerkins, Fred Jerkins III, LaShawn Daniels, Traci Hale, Isaac Phillips, Nycolia Turman und Mason Betha schrieben den Song, produziert wurde er von Darkchild. In den USA konnte sich der Song nicht platzieren, da er dort als Airplay-Single veröffentlicht wurde. In Großbritannien erreichte die Single Platz 2 und in Irland die Top 20. Es war der erfolgreichste Song von Ma$e in Europa. Auch ist es der einzige Song, den Ma$e zusammen mit einer Frau als Single veröffentlichte. Neben der Version nahm Brandy auch Part II mit Fat Joe und Big Pun auf, der auf Big Puns 2001er Best-Of-Album Endangered Species erschien.

#### Have You Ever?
Have You Ever? ist die dritte Single und war ein internationaler Charterfolg, platzierte sich in den Top 20 vieler Staaten und besetzte die Nummer 1 der US- und der neuseeländischen Charts. Geschrieben wurde der Song von Diane Warren und produziert von David Foster. Regisseur Kevin Bray, der schon für Christina Aguilera, Whitney Houston, Jennifer Lopez, Lauryn Hill und De La Soul arbeitete, hatte die Leitung im Video. In einem Interview aus 2005 erzählte Brandy, dass man ihr mitteilte, der Song brauche gewisse "money notes", die einem Nummer-1-Hits verschafften. Have You Ever? wurde 2007 von Westlife neu interpretiert.

#### Almost Doesn’t Count
Almost Doesn’t Count, die vierte Auskopplung, ist eine Mid-Tempo-Ballade, geschrieben von Shelly Peiken, Guy Roche und produziert von Guy Roche. Der Song war auch einer der Titelsongs zum Diana-Ross-Film Double Platinum. Mitte 1999 veröffentlicht, platzierte sich das Lied in den Top Zwanzig Neuseelands, Großbritanniens und der Vereinigten Staaten. Im Video hatte erneut Kevin Bray die Regie. Ein Remix, produziert von DJ Premier erschien auf der 1999er EP U Don't Know Me (Like U Used To) The Remix EP. 2000 coverte Countrysänger Mark Wills den Song auf dem Album Permanently. 2007 sampelte Jermaine Dupri den Song im Titel Almost Made Ya mit LeToya Luckett.

#### U Don’t Know Me (Like U Used To)
U Don’t Know Me (Like U Used To) wurde zuletzt mit dem dazugehörigen Remix featuring Da Brat und Shaunta aus dem Album veröffentlicht. Produziert ist der Titel von Rodney Jerkins und geschrieben von Brandy Norwood, Rodney Jerkins, Isaac Phillips, Paris Davis, Sean Bryant und Shawntae Harris. Für die Remix- und die Album-Version wurde mit Martin Weizs jeweils ein Video gedreht. Der Remix war jedoch nur auf der 1999 veröffentlichten EP U Don't Know Me (Like U Used To) The Remix EP enthalten. Der Up-Tempo-Track erzielte keine großen Charterfolge, obwohl er eine speziell dem Veröffentlichungsgebiet angepasste zweite A-Seite enthielt (in Deutschland Never Say Never, in Neuseeland (Everything I Do) I Do It For You, in den USA U Don't Know Me (Darkchild Remix)).

### Albumtitel

#### Happy
Happy ist einer der wenigen Up-tempo-Songs des Albums und war zudem auf Soundtrack des Spielfilms Double Platinum – Doppelplatin enthalten. Das Musikvideo, eine Szene aus dem Film, zeigt Brandy als fiktive Sängerin Kayla Harris und enthält einen Cameo-Auftritt der Sängerin Diana Ross. Der Titel wurde von Rodney Jerkins produziert. Auf dem "In The Car Interlude" wird der Entstehungsprozess des Songs behandelt.

#### One Voice
One Voice ist eine Ballade der US-amerikanischen Contemporary-R&B-Sängerin und der offizielle Titelsong zum 50. Jahrestag der UNICEF, dem Kinderhilfswerk der Vereinten Nationen. Geschrieben wurde die Pop-Hymne von Gordon Chambers und Phil Galdston. Gemeinsam mit Gospel-Veteran Hezekiah Walker und seinem Hezekiah Walker Choir sang sie den Song live bei den 1999er Soul Train Awards.

#### (Everything I Do) I Do It For You
1999 veröffentlichte Brandy auf ihrem Album Never Say Never eine Coverversion des Bryan-Adams-Songs "(Everything I Do) I Do It for You" als Single. Die in Ozeanien erschienene Single erreichte in Neuseeland Platz 28. Der Song wurde dort anstelle der Titel U Don’t Know Me (Like U Used To) (Nordamerika und Britische Inseln) und Never Say Never (Kontinentaleuropa) veröffentlicht. Es ist die achte Singleauskopplung aus dem Studioalbum. Auf dem Live-Album VH1 Divas 1999 ist eine Version mit der Country-Sängerin Faith Hill zu hören.

## Mitwirkende

### Musiker
- Anas Allaf – Gitarre
- Chuckii Booker – Schlagzeug
- Nathan East – Bass
- David Foster – Keyboard
- Harvey Mason, Sr. – Perkussion, Keyboard
- Dean Parks – Gitarre
- Isaac Phillips – Gitarre
- Michael Thompson – Gitarre
- Rick Williams – Gitarre

### Produktion
- Musikproduzenten: Paris Davis, Rodney Jerkins, Craig Kallman, Brandy Norwood
- Backgroundgesang: Alex Brown, Bridgette Bryant, Carmen Carter, Nikisha Grierf, Dorian Holley, LaTonya Holman, Richard Jackson, Bobette Jamison-Harrison, Donyle Jones, Vatrina King, James McCrary, Kristle Murden, Willie Norwood, Kayla Parker, Shelly Peiken, Alfie Silas, Meri Thomas, Carmen Twillie, Mervyn Warren, Maxine Waters, Oren Waters, Yvonne Williams, BeBe Winans, Monalisa Young
- Toningenieure: Leslie Brathwaite, Ken Deranteriasian, Felipe Elgueta, Ben Garrison, Brad Gilderman, Jean-Marie Horvat, Mario Lucy, Victor McCoy, Brandy Norwood, Al Schmitt, Rick Sigel, Moana Suchard, Chris Tergesen
- Mix: Gerry Brown, Ken Deranteriasian, Brad Gilderman, Mick Guzauski, Dexter Simmons
- Mastering: Brian Gardner, Bernie Grundman
- Cover: Thomas Bricker

## Rezeption

### Kritiken
Die Balladen sowie die „rauchig-klare Stimme“ Brandys wurden von Kritikern gelobt, außerdem wurde das Album als eine gute Mitte zwischen Mary J. Blige und Mariah Carey bezeichnet.

### Preise
Never Say Never wurde für fünf Grammy Awards nominiert (Aufnahme des Jahres, Bestes R&B-Album, Beste weibliche R&B-Performance, Bester R&B-Song, Beste R&B-Performance eines Duos oder einer Gruppe), gewann letzteren, erhielt zahlreiche Billboard Music Awards und war für mehrere American Music Awards, MTV Awards und Soul Train Awards nominiert. In Deutschland wurde sie für den Echo Pop 1999 als bester internationaler Newcomer nominiert.

## Kommerzieller Erfolg

### Chartplatzierungen
Never Say Never stieg am 27. Juni 1998, mit mehr als 160.000 verkauften Einheiten, auf Rang drei der US-amerikanischen Billboard 200 ein und erreichte seine beste Platzierung mit Rang zwei in der Folgewoche am 4. Juli 1998. Das Album musste sich dabei lediglich dem Soundtrack zu Stadt der Engel (City of Angels) geschlagen geben.
Darüber hinaus erreichte es die Top 10 in den Niederlanden (Rang 5) oder auch Deutschland (Rang 10).
| ChartsChartplatzierungen       | Höchstplatzierung | Wochen |
| ------------------------------ | ----------------- | ------ |
| Deutschland (GfK)              | 10 (25 Wo.)       | 25     |
| Österreich (Ö3)                | 17 (10 Wo.)       | 10     |
| Schweiz (IFPI)                 | 11 (21 Wo.)       | 21     |
| Vereinigte Staaten (Billboard) | 2 (72 Wo.)        | 72     |
| Vereinigtes Königreich (OCC)   | 19 (35 Wo.)       | 35     |

| ChartsJahrescharts (1998)    | Platzierung |
| ---------------------------- | ----------- |
| Deutschland (GfK)            | 55          |
| Vereinigtes Königreich (OCC) | 68          |

### Auszeichnungen für Musikverkäufe
Das Album verkaufte sich laut Quellen weltweit mehr als 16 Millionen Mal, womit es Brandys meistverkaufte Veröffentlichung ist. Davon sind sechs Millionen durch einzelne Schallplattenauszeichnungen belegt.
| Land/Region                  | Auszeichnungen für Musikverkäufe (Land/Region, Auszeichnung, Verkäufe) | Verkäufe  |
| ---------------------------- | ---------------------------------------------------------------------- | --------- |
| Australien (ARIA)            | Platin                                                                 | 70.000    |
| Frankreich (SNEP)            | Gold                                                                   | 100.000   |
| Japan (RIAJ)                 | Platin                                                                 | 200.000   |
| Kanada (MC)                  | 4× Platin                                                              | 400.000   |
| Neuseeland (RMNZ)            | Gold                                                                   | 7.500     |
| Vereinigte Staaten (RIAA)    | 5× Platin                                                              | 5.000.000 |
| Vereinigtes Königreich (BPI) | Platin                                                                 | 300.000   |
| Insgesamt                    | 2× Gold · 12× Platin ·                                                 | 6.077.500 |